# 森田久萬人

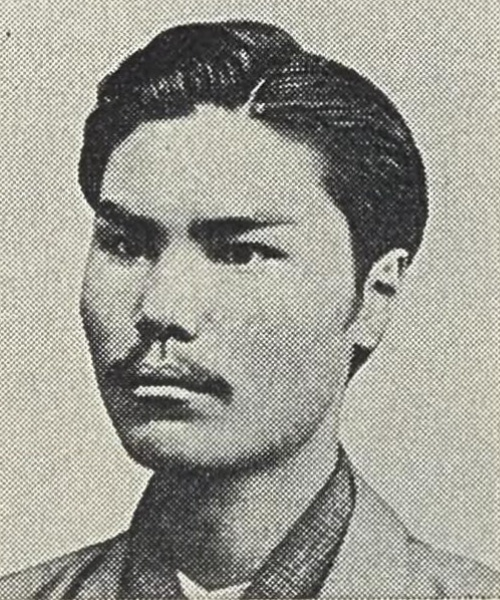
森田久萬人

森田 久萬人（もりた くまんど、1858年8月26日（安政5年7月18日） - 1899年（明治32年）2月23日）は熊本バンドの一人である。

## 経歴
1858年肥後国山鹿郡上長野村の熊本藩士の鈴木家に生まれ、森田家の養子になる。
藩校時習館で和漢の学問を修め、1871年熊本洋学校に入学。卒業後に洋学校の教師になる。1876年熊本バンドの盟友と共に、同志社英学校に入学する。卒業と同時に、同志社の教師になる。教師業の傍ら、『六合雑誌』に哲学と理学の論文を発表する。
イェール大学に留学し、ジョージ・トランブル・ラッドに師事する。ヘルマン・ロッツェの哲学の研究をし、ロッツェの形而上学と仏教の教義の比較研究で哲学博士号を取得する。帰国後、1895年同志社神学校の教頭になる。
晩年は、教育勅語の徳目とキリスト教倫理の対比を試み、忠国愛国の教育と敬神愛国の教育は対立しないという見解を示したが、対立すると主張する山川均との間で論争が起きた。
1899年に腎臓病で死去する。